# Яблочный сок

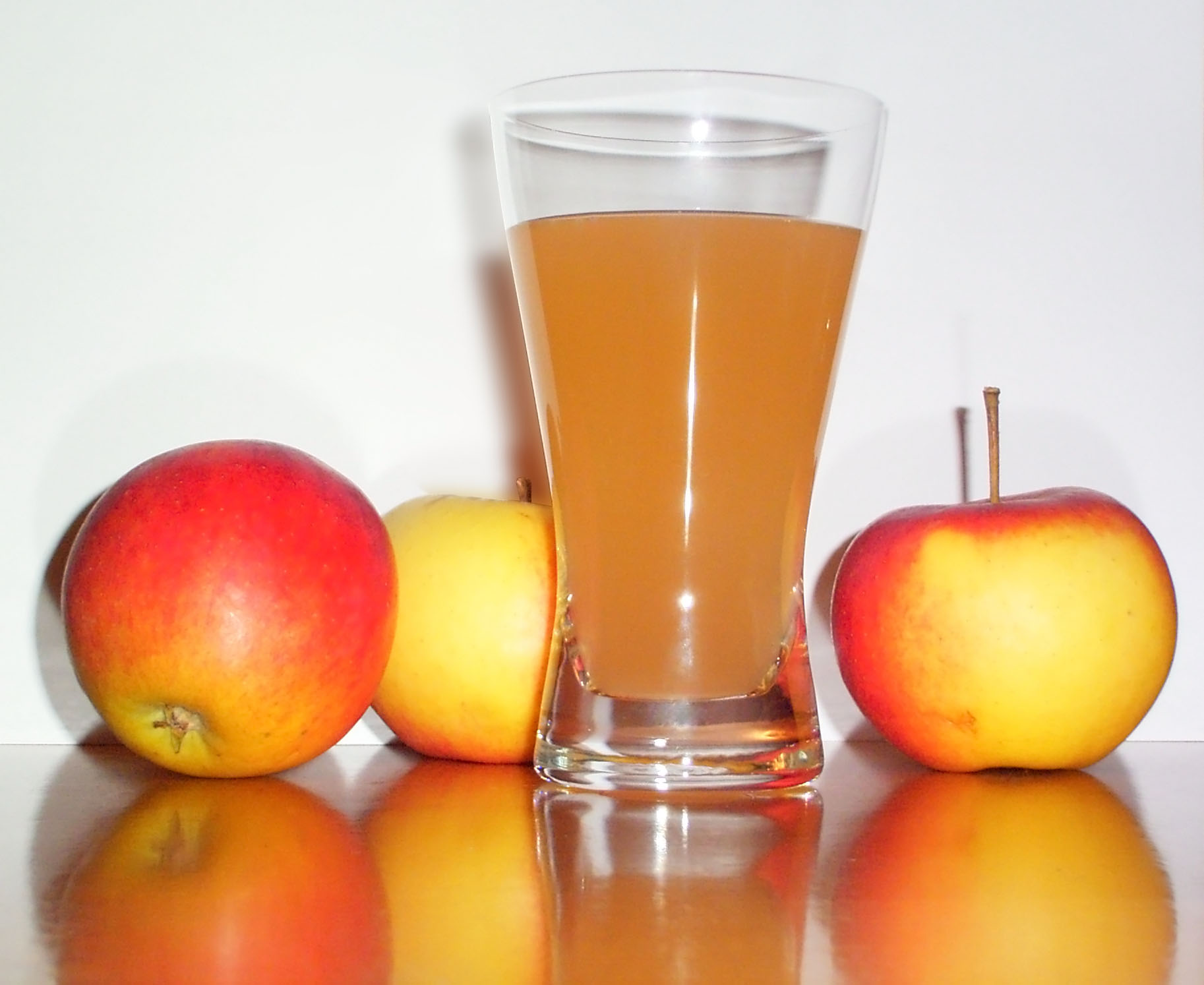

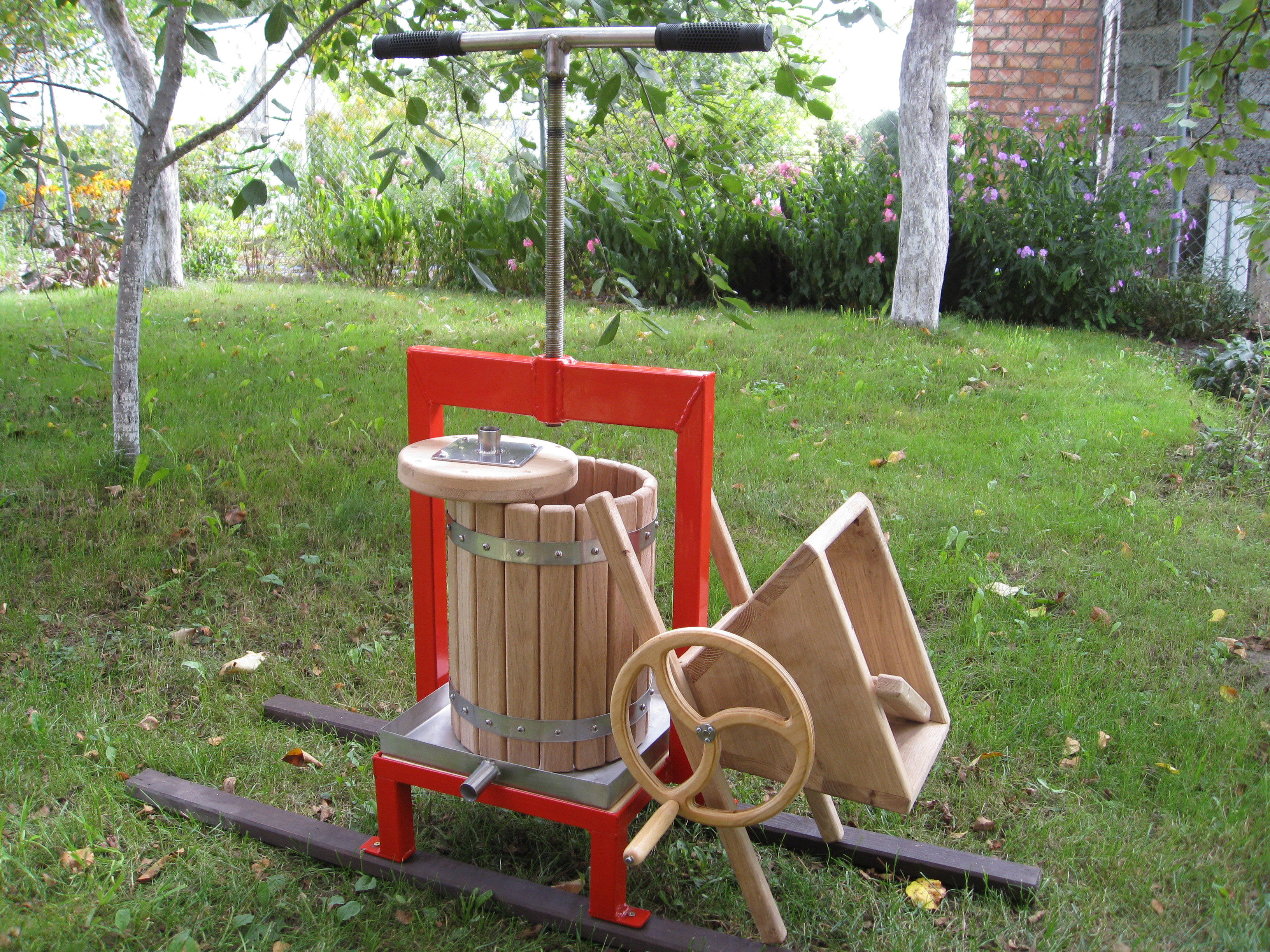
Яблочный пресс-соковыжималка для дачи

Яблочный сок — сок, выжатый из яблок. Сладкий вкус обусловлен содержанием в яблоках натурального сахара. 
Считается, что впервые делать яблочный сок стали в Англии, — упоминания о нём встречаются ещё в документах англосаксонской эпохи. 
В современном мире значительная часть яблочного сока изготавливается промышленным путём, включая пастеризацию и асептическую упаковку. 
Также в больших количествах яблочный сок производится из концентрата (на 2000 год в мире производилось около 660 тыс. тонн концентрата яблочного сока). 
В целом ряде стран, включая США, Китай, Германию и Польшу, яблочный сок является одним из самых распространённых безалкогольных напитков.
По мнению ряда учёных-медиков, данный напиток ввиду большого количества витамина C и других компонентов является полезным для здоровья, снижает риск заболеваний, связанных с курением, и улучшает память; во многих странах он используется для детского питания.
Для отжима яблочного сока используется пресс для яблок. Существуют большие промышленные прессы, а также небольшие винтовые (с объёмом бочонка 10 или 20 литров) и гидравлические (30 л) для небольших хозяйств и дачных участков.
С помощью такого пресса можно быстро заготовить большой объём сока (более 30 литров в час).